# بيسان عودة
بيسان عودة (ولدت في 1999) حكواتية وصانعة محتوى فلسطينية تعيش في قطاع غزة، حاصلة على شهادة البكالوريوس في إدارة الأعمال لغة إنجليزية، تحمل لقب سفيرة الإتحاد الأوروبي للنوايا الحسنة. منذ بداية الحرب الفلسطينية الإسرائيلية 2023 وهي تنشر الصور والفيديوهات عبر حسابها الشخصي على موقع إنستجرام باللغتين العربية والإنجليزية وتوثق المجازر والأحداث في القطاع.

## سيرتها
تعمل بيسان حالياً مع صندوق الأمم المتحدة للسكان. كانت عضواً في منتدى أجورا للإبتكار في مجال الجنسين التابع لهيئة الأمم المتحدة للمرأة، وعملت مع الإتحاد الأوروبي في مجال تغير المناخ. ولها برنامج يعُرض على قناة رؤيا بعنوان «الحكواتية».
نزحت مع عائلتها إلى مستشفى الشفاء بعد قصف القوات الجوية الإسرائيلية لمنزل عائلتها في منطقة بيت حانون، ودُمر أيضاً مكتبها الموجود في منطقة الرمال بكامل معداته.
في الثالث من نوفمبر 2023 وثقت بيسان عملية استهداف القوات الإسرائيلية لسيارة إسعاف مستشفى الشفاء.

## الجوائز
نالت  بيسان جائزة إيمي الدولية للأخبار رغم الصعوبات التي واجهتها  والأفلام الوثائقية عن تقريرها المؤثر بعنوان "أنا بيسان من غزة وما زلت على قيد الحياة". وقد أُعلن عن فوزها مساء الأربعاء، ضمن فعاليات الدورة الخامسة والأربعين لحفل توزيع الجوائز الذي تنظمه الأكاديمية الوطنية للفنون والعلوم التلفزيونية. 
يروي التقرير، الذي أعدّته بيسان بنفسها، تجربة نزوحها مع عائلتها تحت القصف في قطاع غزة، وقد فاز بجائزة "أفضل قصة إخبارية قصيرة". وعلى الرغم من حملات التشويه والضغوط التي مارستها منظمات صهيونية للمطالبة بسحب ترشيحها، نجح صوت بيسان في اختراق الحصار الإعلامي ووصل إلى جمهور عالمي واسع.
وكان إدراج التقرير في القائمة القصيرة لجائزة "أفضل قصة إخبارية قصيرة" في يوليو/تموز الماضي قد أثار موجة اعتراضات من مناصري الاحتلال، تُرجمت لاحقًا بمحاولات رسمية في أغسطس/آب لإلغاء ترشيحها من قبل منظمي الجائزة. إلا أن الأكاديمية رفضت تلك الضغوط، مؤكدة التزامها بحرية الصحافة وسرد الحقيقة